# Micronecta lakimi
Micronecta lakimi  (лат.) — вид мелких водяных клопов рода Micronecta из семейства Гребляки (Corixidae, Micronectinae, или Micronectidae). Юго-Восточная Азия: Малайзия (Борнео, Сабах).

## Описание
Мелкие водяные клопы, длина от 2,1 до 2,2 мм. Самцы имеют длину 2,07-2,22 мм, самки 2,11-2,13 мм; ширина тела самцов 0,92-1,00 мм, а у самок 1,01-1,04 мм. Серовато-коричневые, верхняя часть головы жёлтовато-коричневая, глаза серые, ноги светло-жёлтые. Пронотум хорошо развит, дозально выпуклый с отчётливо урезанными боковыми краями. Усики 3-члениковые. Тело удлинённое, немного уплощённое, голова широкая. Фасеточные глаза большие, простые глазки отсутствуют. Щиток свободный. У самцов правосторонняя асимметрия брюшка; на VI тергите развит маленький стригилл; коготки лапок простые, дистально раздвоенные. Обнаружены в речном потоке под водопадом.

## Систематика
Вид был впервые описан в 2015 году и включён в номинативный подрод Micronecta, сходен с Micronecta ornitheia. Назван в честь М. Лакима (Dr. Maklarin Lakim) за его помощь в организации совместной экспедиции в парк Sabah Parks в 2012 году. Один из 8 обитающих на Борнео видов рода Micronecta.